# Stenopoda
Stenopoda is een geslacht van wantsen uit de familie van de Reduviidae (Roofwantsen). Het geslacht werd voor het eerst wetenschappelijk beschreven door Laporte in 1833.

## Soorten
Het genus bevat de volgende soorten:

- Stenopoda azteca Giacchi, 1969
- Stenopoda cana Stål, 1846
- Stenopoda cana Stål, 1859
- Stenopoda cinerea Laporte, 1775
- Stenopoda flavida Giacchi, 1969
- Stenopoda fusca Germar, 1837
- Stenopoda guaranitica Giacchi, 1969
- Stenopoda lativentris Giacchi, 1969
- Stenopoda linearis Giacchi, 1971
- Stenopoda notoexpansa Giacchi, 1990
- Stenopoda pallida Giacchi, 1969
- Stenopoda scutellata Distant, 1891
- Stenopoda spinimarginata Maldonado, 1976
- Stenopoda spinulosa Giacchi, 1969
- Stenopoda subinermis Stål, 1859
- Stenopoda wygodzinskyi Giacchi, 1969